# 中川萌香
中川 萌香（なかがわ もえか、2000年2月12日- ）は、中京テレビ放送（CTV）のアナウンサー。

## 来歴・人物
大阪府出身。神戸大学国際人間科学部2年時、神戸大学ミスキャンパス2020ファイナリスト。大学在学中は大阪のアナウンススクールアカデミー「セイ アカデミー」に在籍。
卒業後、2023年4月中京テレビ放送に入社。同期入社は仲川晴斐。
7月7日の昼のニュースで初鳴き。2023年10月5日からは先輩アナウンサーである平山雅の産休と上山元気の育休に伴い、『キャッチ!』の木曜日スタジオサブキャスター（芸能・エンタメ担当）に就任（2024年3月28日まで）。同年10月23日から、産休中の平山の後任として『シネマBAR』のアルバイト（アシスタント）に就任（2024年10月14日まで）。
12月2日からは、第1子妊娠に伴い番組を卒業した先輩・松原朋美の後任として、『ゴリ夢中』の5代目ナレーションを担当した（2024年9月28日まで）。
2024年1月26日からは産休入りした松原の代わりにメインキャスターに就任した佐野の後任として、『キャッチ!』の金曜サブキャスターも担当（同年3月29日まで）。
同年4月1日からは日本テレビ系列で放送している朝の情報番組「ZIP!」のローカルパート、「ZIP!CHUKYO」のメインMCを担当した（同年9月27日まで）。
同年10月1日からは、朝の情報番組「あさドレ♪」のメインMCを担当している。

## 担当番組
- あさドレ♪（2024年10月1日 - ）- メインMC
- NNNストレイトニュース (中京テレビ)（2024年4月1日 - ）- 月曜・隔週火曜キャスター

### 過去
- ゴリ夢中（2023年12月2日 - 2024年9月28日）- 5代目ナレーション[5]
- 前略、大とくさん（2024年2月18日）- アシスタント
- ZIP!CHUKYO（2024年4月1日 - 同年9月27日）- メインMC
- 24時間テレビ47 愛は地球を救うのか?（2024年8月31日・9月1日、日本テレビ）- 中京テレビ 総合司会[6]
- キャッチ! - サブキャスター（情報・エンタメ担当）
  - 木曜担当（2023年10月5日 - 2024年3月28日）
  - 金曜担当（2024年1月26日 - 同年3月29日）
- シネマBAR（2023年10月23日 - 2024年10月14日）- アルバイト[注釈 1]